# Enneapterygius flavoccipitis
Enneapterygius flavoccipitis är en fiskart som beskrevs av Shen, 1994. Enneapterygius flavoccipitis ingår i släktet Enneapterygius och familjen Tripterygiidae. Inga underarter finns listade i Catalogue of Life.